# Київський дельфінарій
Ки́ївський міськи́й дельфіна́рій «Не́мо» — заклад, що функціонував на території Льодового палацу у Києві. Був відкритий 19 вересня 2009 року, закритий 22 жовтня 2017 року. Київський дельфінарій входив до національної мережі дельфінаріїв «Немо». Київський центр об'єднав в собі дельфінарій, тераріум і центр дельфінотерапії.

## Загальна інформація
Мережа «Немо» нараховує 9 дельфінаріїв в Україні, у тому числі у Бердянську, Донецьку, Києві, Одесі та Харкові, 4 в Росії, по одному в Білорусі та Норвегії. Найперший дельфінарій «Немо» було відкрито в Одесі 1 червня 2005 року. Відкриття дельфінарію у Львові не відбулось через протидію депутатів міськради, які звинуватили засновників у тому, що вони не забезпечують належного ветеринарного нагляду за тваринами.
Окрім мешканців тераріуму в експозиції київського дельфінаріума були:
- чотири чорноморських афаліни (Tursiops truncatus ponticus)
- один південний морський лев (Otaria flavescens)
- два північних морських котика (Callorhinus ursinus)

## Проблеми із законом київського дельфінарію
Київський дельфінарій «Немо» неодноразово ставав фігурантом судових справ проти нього та центром гучних скандалів у пресі. Серед претензій, що висловлювалися на адресу дельфінарію: самовільне захоплення земельної ділянки без дозвільних документів, порушення санітарно-гігієнічних та екологічних норм, шахрайство щодо дельфінотерапії. Активісти пікетували будівлю дельфінарію з вимогою закриття закладу.
12 липня 2012 Київська міська рада ухвалила рішення про перепрофілювання недобудованого павільйону людиноподібних мавп (горил і шимпанзе) в океанаріум. 6 березня 2013 Київський окружний адміністративний суд виніс рішення про заборону будівництва дельфінарію за позовом прокуратури. Але вже 2 червня 2013 київський апеляційний адміністративний суд скасував це рішення і директор Київського зоопарку підтвердив готовність розмістити на своїй території океанаріум. За деякими джерелами за цими подіями стояла компанія «Подих природи», саме їй депутати Київради надали дозвіл на перепрофілювання павільйону і за її позовом Приморський районний суд міста Одеси зобов'язав директора київського зоопарку укласти договір на будівництво в зоопарку дельфінарію (океанаріуму) 27 червня 2013 року. Через те, що засновники ТОВ «Подих природи» це фактично власники компанії «Нерум», схема виглядала як запасний варіант для дельфінарію «Немо» у Києві.
20 серпня 2013 судом було ухвалено рішення про знесення будівлі київського дельфінарію «Немо». Компанія «Нерум», власниця мережі дельфінаріїв «Немо», нібито погодилася з рішення суду. 22 травня 2014 року Київський дельфінарій «Немо» мав припинити своє існування.

## Закриття
Остання вистава з тваринами відбулася 22 жовтня 2017 року, після чого було повідомлено про закриття дельфінарію. Двох морських котиків та чотирьох дельфінів було перевезено до Одеського дельфінарію. 14 листопада 2017 було розпочато демонтаж будівлі дельфінарію.

## Галерея

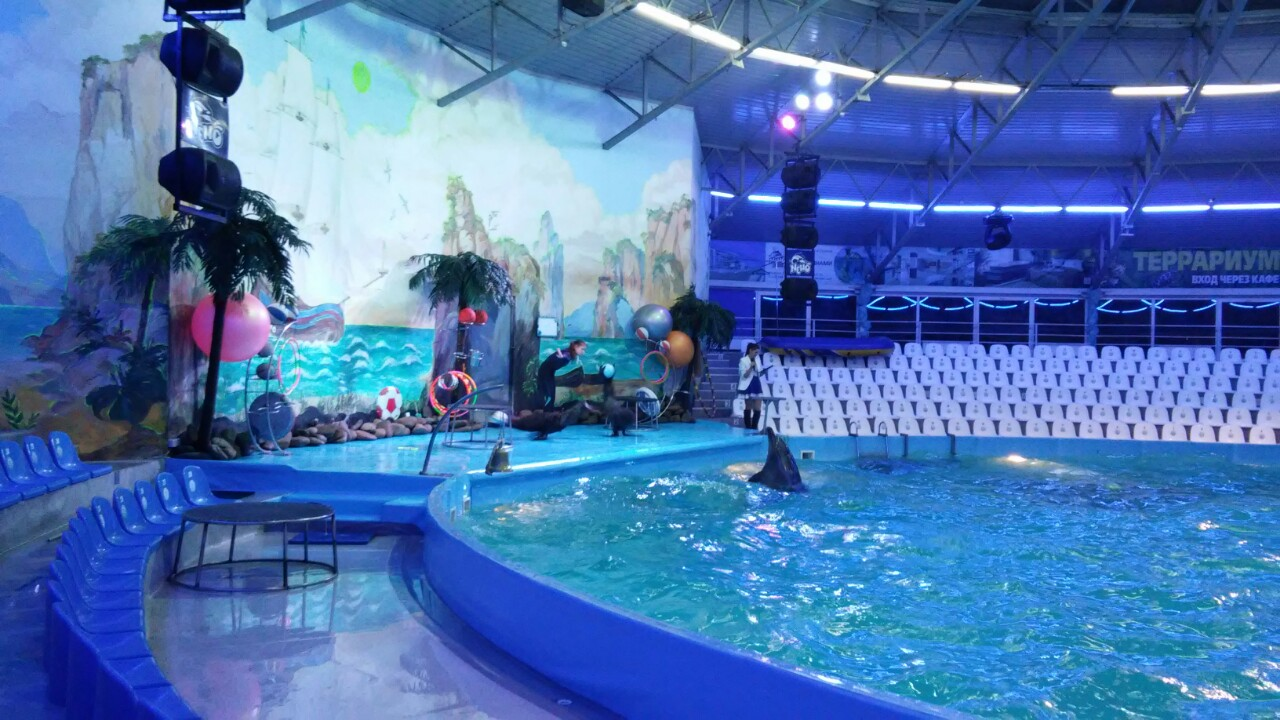
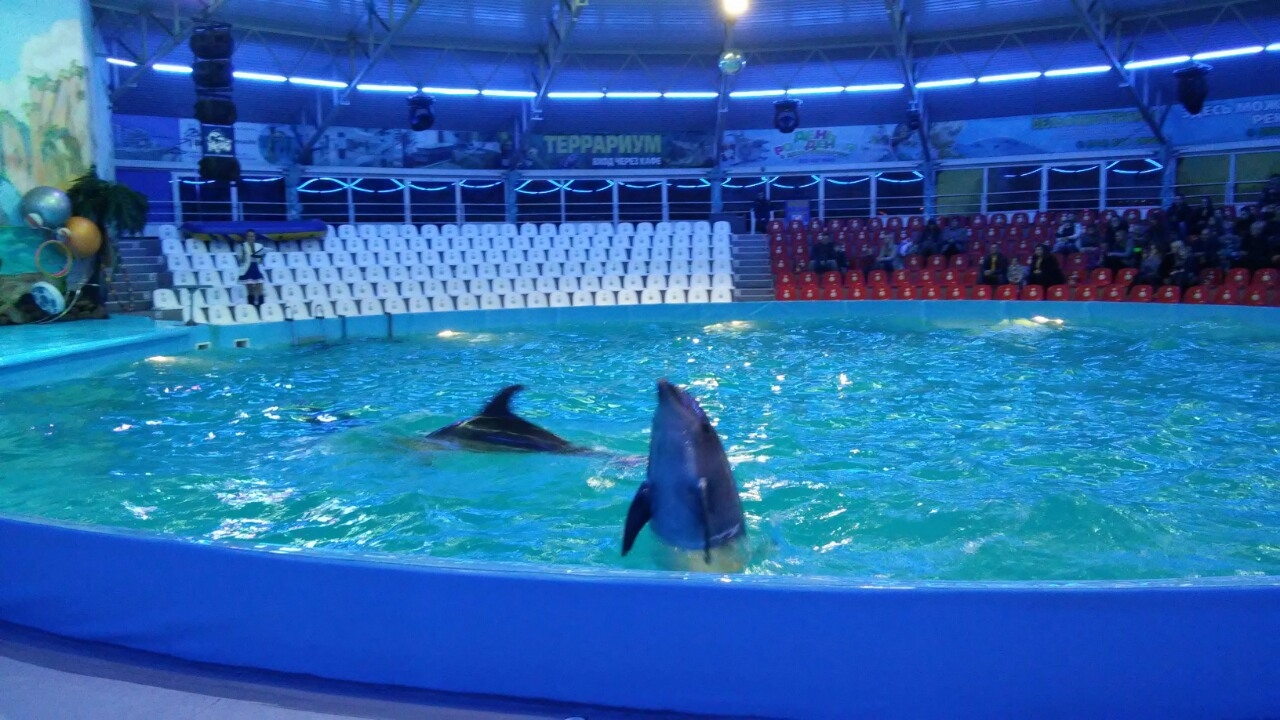
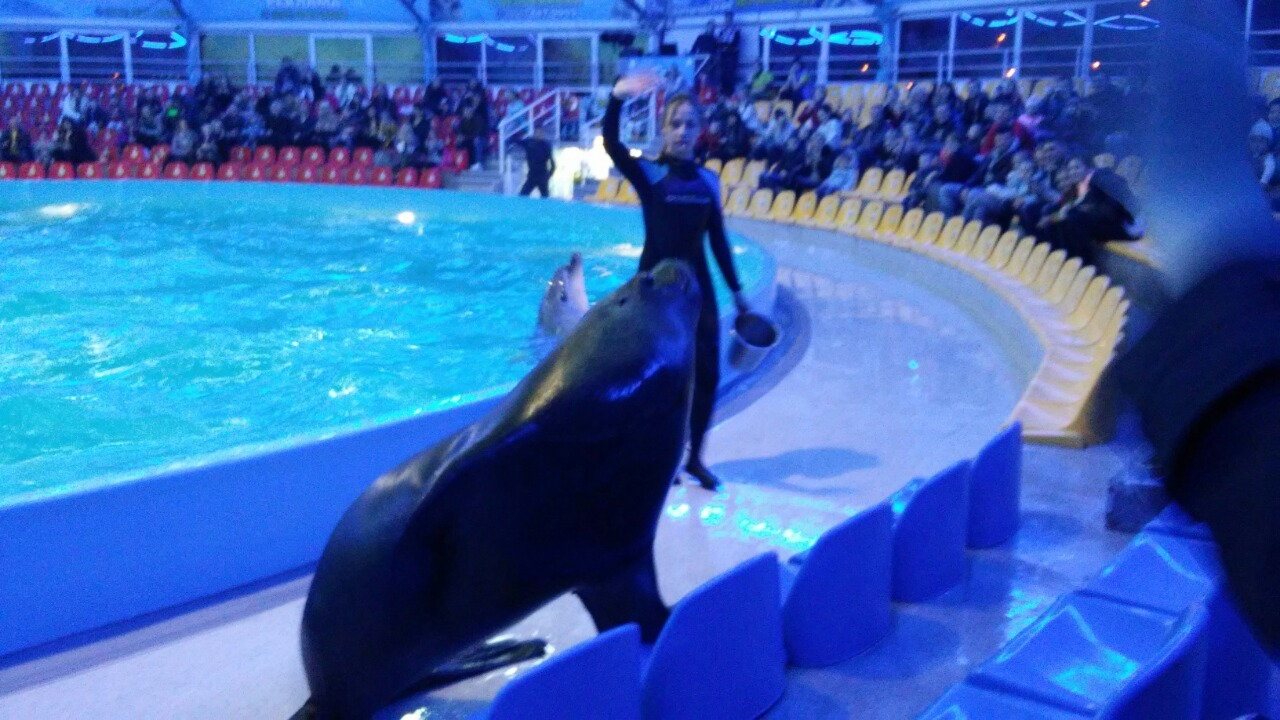
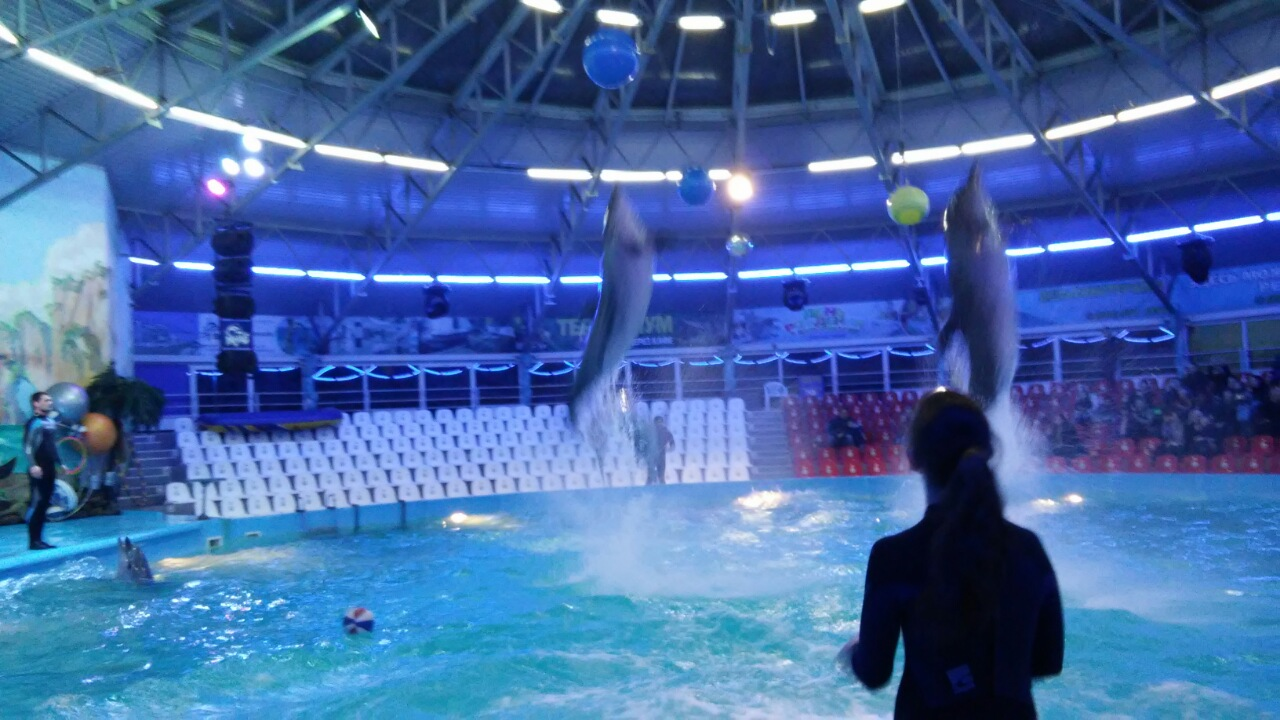
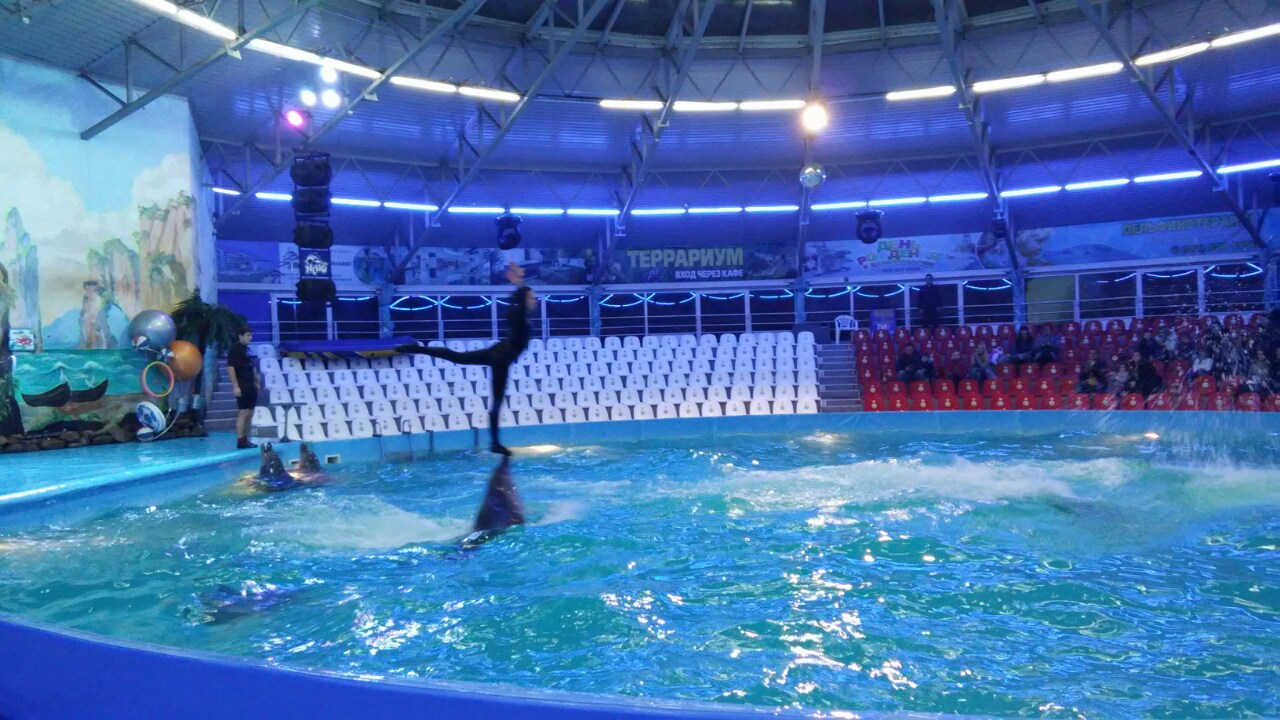
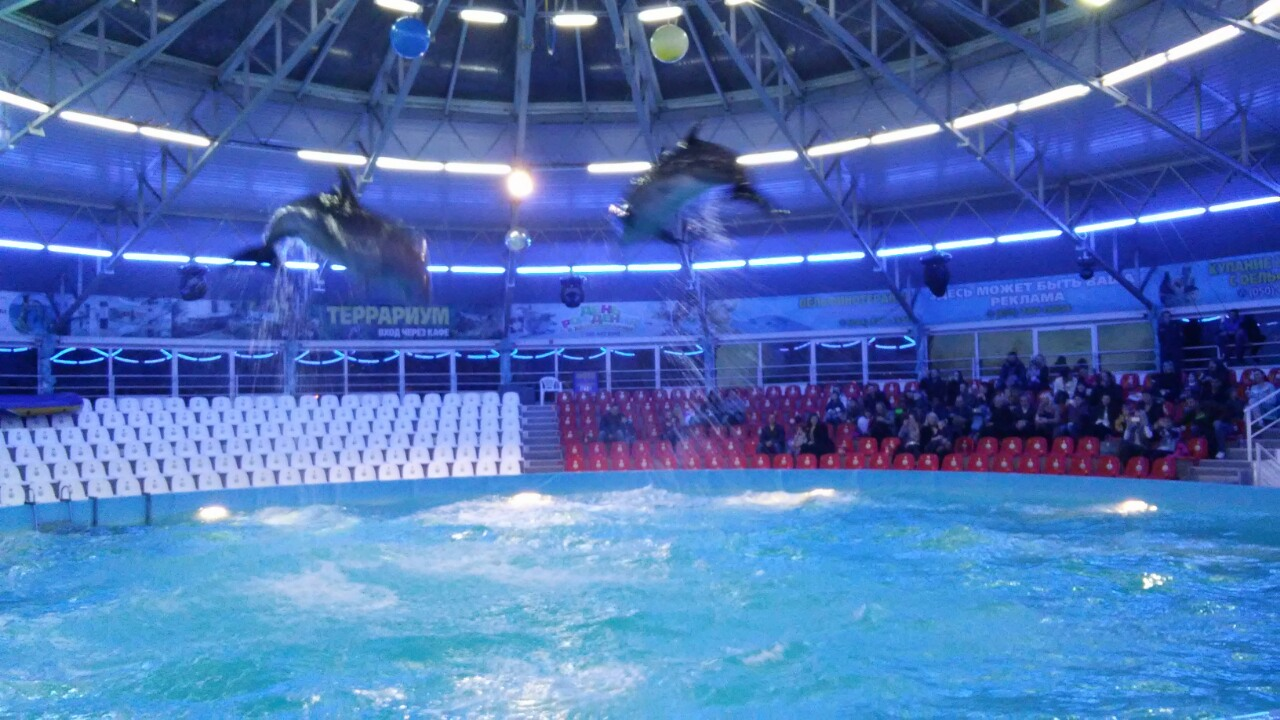